# Benjamin Bonzi
Benjamin Bonzi, né le 9 juin 1996 à Nîmes, est un joueur de tennis français, professionnel depuis 2014.

## Carrière
En junior, Benjamin Bonzi remporte avec Quentin Halys le titre en double du tournoi de Roland-Garros en 2014.
En mai 2017, il se fait remarquer en atteignant les demi-finales du Challenger de Bordeaux en éliminant notamment Dušan Lajović. La semaine suivante, il bénéficie d'une invitation au tournoi de Roland-Garros et passe un tour en éliminant Daniil Medvedev, qui abandonne alors qu'il est mené par le Français (5-7, 6-4, 6-1, 3-1, ab.). Il perd au tour suivant face à l’Espagnol Albert Ramos-Viñolas (6-2, 6-1, 6-1).
Début 2018, il perd en finale du tournoi de Drummondville contre Denis Kudla. Fin juin, il parvient à se qualifier pour le tournoi de Wimbledon, mais il est éliminé au premier tour. En février 2019, lors de l'Open de Montpellier, il atteint la finale en double au côté d'Antoine Hoang. En difficulté sur le circuit Challenger, il retourne jouer des tournois ITF et s'impose à Toulouse et Madrid.
Début 2020, il se distingue lors du Challenger de Bangalore où il écarte successivement deux joueurs du top 100 (Yuichi Sugita et Stefano Travaglia) et se qualifie pour la finale où il est battu par James Duckworth. Cette performance lui fait gagner plus de 100 places à l'ATP. En septembre, il s'extirpe des qualifications des Internationaux de France et bat le Finlandais Emil Ruusuvuori au premier tour (6-2, 6-4, 4-6, 6-4). En double avec Hoang, il manque trois balles de match en huitième de finale contre les tenants du titre Krawietz et Mies. En fin d'année, il est invité à participer au Masters de Paris-Bercy. Après avoir battu Federico Coria au premier tour, il est éliminé par Alejandro Davidovich Fokina (6-4, 6-4).

### 2021: révélation et progression sur le circuit ATP
En 2021, Benjamin Bonzi se montre particulièrement performant sur le circuit secondaire en étant tout d'abord finaliste à Istanbul contre son compatriote Arthur Rinderknech, puis remportant son premier Challenger à Potchefstroom (7-5, 6-4) face à Liam Broady. Invité à Montpelier, il sort vainqueur de son match qui l'oppose à Lucas Pouille, avant d'être difficilement battu par David Goffin (6-4, 4-6, 5-7) au deuxième tour. Il s'impose début mai (6-4, 6-4) sur la terre battue d'Ostrava face à Renzo Olivo. Sur gazon, il est demi-finaliste à Nottingham et passe un tour à Wimbledon. Ne s'inclinant que face au Croate Marin Čilić, finaliste en 2017.
Il remporte son troisième titre de la saison sur dur à Ségovie, marquant ainsi son entrée dans le top 100 ATP à la 95e place. Il poursuit son ascension en remportant trois tournois consécutivement à Saint-Tropez, Cassis et Rennes,.

### 2022: progression jusqu'au top 50 du classement ATP et 2 nouveaux titres Challenger
Il confirme lors de la saison 2022, passant le premier tour de trois des quatre tournois du Grand Chelem. Sur le circuit ATP, il se hisse en demi-finale à Marseille, sortant le 15e mondial Aslan Karatsev en quart de finale (6-1, 6-3), puis passe deux tours à Indian Wells. Sur gazon, il est quart de finaliste à Stuttgart mais il est contraint de déclarer forfait en raison de douleurs abdominales. Il est aussi demi-finaliste à Majorque où il bat Denis Shapovalov. En Challenger, il obtient deux nouvelles victoires à Cherbourg et Aix-en-Provence. Sélectionné en Coupe Davis pour la phase finale, il perd les trois matchs qu'il dispute contre Alex de Minaur, David Goffin et Jan-Lennard Struff. Sa saison se termine prématurément en raison d'une blessure au mollet.

### 2023. Premières finales sur le circuit principal et3etourà l'Open d'Australie et à l'US Open
Au tout début de la saison 2023, Benjamin Bonzi bat lors du tournoi de Pune le Taïwanais Tseng Chun-hsin (6-0, 6-3), la tête de série numéro trois Emil Ruusuvuori (6-1, 7-6), le Serbe Filip Krajinović (7-6, 6-4) et le Néerlandais tête de série numéro deux Botic van de Zandschulp en concédant son premier set (7-6, 6-7, 6-1) pour disputer sa première finale sur le circuit ATP. Il s'incline contre un autre Néerlandais, Tallon Griekspoor en trois sets accrochés (6-4, 5-7, 3-6). Il dispute l'Open d'Australie et se débarrasse du qualifié italien Mattia Belluci en quatre sets (4-6, 6-3, 7-6, 6-4), avant d'affronter le 19 janvier 2023 l'Espagnol Pablo Carreño Busta, tête de série numéro 14. Il obtient au terme d'un combat de cinq sets et d'un super tie-break (4-6, 4-6, 7-6, 6-1, 7-6), sa première qualification au 3e tour d'un tournoi du Grand Chelem après avoir pourtant été mené deux sets à zéro par l'Espagnol. Il affronte au 3e tour l'Australien Alex de Minaur alors classé 24e à l'ATP. Après un premier set accroché gagné au tie break par l'Australien, Bonzi s'effondre et s'incline en trois sets (6-7, 2-6, 1-6). Son parcours lui permet cependant de devenir numéro un français à l'ATP devant Richard Gasquet. En double, il atteint les quarts de finale avec Arthur Rinderknech.
Connaissant des défaites décevantes à Montpellier face à Lorenzo Sonego, et à Rotterdam face à Jannik Sinner, Bonzi rebondit mi-février à Marseille où il se défait de Luca Van Assche en deux manches (7-5, 7-5) et en renversant la vapeur face à l'Américain Maxime Cressy, tête de série numéro cinq. Bonzi retrouve en quarts de finale son bourreau de l'Open d'Australie, Alex de Minaur. Auteur d'un premier set de grand niveau, Bonzi parvient à renverser l'Australien dans le second set où il était mené 4-2. Il obtient sa qualification en demi-finale en gagnant un quatrième jeu consécutif (6-2, 6-4) et retrouve le jeune talent Arthur Fils dans le dernier carré, qu'il bat en 2 sets (6-4, 6-4), validant ainsi son ticket pour la deuxième finale de sa carrière sur le circuit ATP dans laquelle il s'incline en deux sets face au Polonais Hubert Hurkacz (3-6, 64-7).
Souffrant d'une blessure après cette finale, Benjamin Bonzi fait une croix sur la tournée nord-américaine des master de Miami et Indian Wells. Il revient sur les cours  le 4 avril au Grand Prix Hassan II de Marrakech pour débuter la saison sur terre battue. Il défait au premier tour le russe Alexey Vatutin (6-3, 6-3) avant de perdre au second tour contre Pavel Kotov (6-0, 7-6). Engagé au Master de Monte-Carlo, il bat un spécialiste de la terre battue, Bernabé Zapata Miralles en une 1h30 de jeu (6-1, 7-5) avant d'affronter au second tour de le tenant du titre, Stéfanos Tsitsipás. Le Français se blesse de nouveau, cette fois au poignet et est contraint d'abandonner dès le premier set (1-4). Il doit par ailleurs renoncer à participer à Roland-Garros.
Il fait son retour sur le circuit principal trois mois après sa blessure à Monte-Carlo, sur gazon à Stuttgart, il s'incline cependant dès le premier tour face à l'Américain Tommy Paul en deux manches (3-6, 4-6). Il devra attendre deux mois, pour obtenir le 20 août à Winston-Salem pour remporter son premier match sur le circuit principal depuis Monte-Carlo, en battant son compatriote Alexandre Müller (6-4, 6-4). Étant sorti du top 100, il bénéficie d'une Wild card offerte par la Fédération française pour disputer le tableau principal. Il affronte au premier tour son compatriote Quentin Halys qui effectue la meilleure saison de sa carrière. Bonzi parvient cependant à le battre en quatre manches (5-7, 6-4, 6-4, 6-4). Au second tour, c'est un autre joueur en forme, l'Américain Christopher Eubanks, que Bonzi bat une nouvelle fois en quatre sets (7-6, 2-6, 6-2, 7-6), lui permettant d'atteindre pour la deuxième fois de sa carrière le troisième tour d'un tournoi du Grand Chelem. Il doit défier le qualifié suisse Dominic Stricker qui au tour précédent a fait tomber Stéfanos Tsitsipás.

### 2024: premier titre sur le circuit ATP
Après un début d'année difficile, il remporte en juillet le Challenger de Winnipeg. En octobre, une série de victoires consécutives lui permet de remporter les Challengers de Roanne puis de Saint-Brieuc et d'être en finale de celui de Brest qu'il perd malgré deux balles de match.
Il enchaîne avec l'ATP 250 de Moselle. Le 9 novembre 2024, il bat Cameron Norrie, ancien top 10, (7-6, 6-4) en finale du tournoi et remporte le premier titre de sa carrière sur le circuit ATP. C'est également sa 21e victoire sur ses 22 derniers matchs. Après être passé par les qualifications, il a éliminé le vétéran espagnol Roberto Bautista-Agut (7-6, 6-3), vainqueur plus tôt à Anvers, le Norvégien Casper Ruud (6-4, 6-4), septième mondial, sa première victoire sur un top 10 en carrière, un autre qualifié français, Quentin Halys (6-3, 7-6) et le jeune Alex Michelsen en demi-finale au terme d'un match renversant (4-6, 6-0, 7-5).

### 2025
Au premier tour du tournoi de Wimbledon, il réalise l'exploit de sortir le numéro 9 mondial Daniil Medvedev, il perd cependant dés le tour suivant contre l'australien Jordan Thompson.

## Palmarès

### Titre en simple
| No | Date       | Nom et lieu du tournoi | Catégorie | Dotation  | Surface    | Finaliste      | Score     |          |
| -- | ---------- | ---------------------- | --------- | --------- | ---------- | -------------- | --------- | -------- |
| 1  | 04-11-2024 | Moselle Open, Metz     | ATP 250   | 579 320 € | Dur (int.) | Cameron Norrie | 7-66, 6-4 | Parcours |

### Finales en simple
| No | Date       | Nom et lieu du tournoi      | Catégorie | Dotation  | Surface    | Vainqueur         | Score         |          |
| -- | ---------- | --------------------------- | --------- | --------- | ---------- | ----------------- | ------------- | -------- |
| 1  | 02-01-2023 | Tata Open Maharashtra, Pune | ATP 250   | 642 735 $ | Dur (ext.) | Tallon Griekspoor | 4-6, 7-5, 6-3 | Parcours |
| 2  | 20-02-2023 | Open 13 Provence, Marseille | ATP 250   | 707 510 € | Dur (int.) | Hubert Hurkacz    | 6-3, 7-64     | Parcours |

### Titre en double
| No | Date       | Nom et lieu du tournoi     | Catégorie | Dotation  | Surface    | Partenaire            | Finalistes                 | Score    |         |
| -- | ---------- | -------------------------- | --------- | --------- | ---------- | --------------------- | -------------------------- | -------- | ------- |
| 1  | 10-02-2025 | Open 13 Provence Marseille | ATP 250   | 740 730 € | Dur (int.) | Pierre-Hugues Herbert | Sander Gillé Jan Zieliński | 6-3, 6-4 | Tableau |

### Finale en double
| No | Date       | Nom et lieu du tournoi         | Catégorie | Dotation  | Surface    | Vainqueurs                   | Partenaire    | Score    |          |
| -- | ---------- | ------------------------------ | --------- | --------- | ---------- | ---------------------------- | ------------- | -------- | -------- |
| 1  | 04-02-2019 | Open Sud de France Montpellier | ATP 250   | 524 340 € | Dur (int.) | Ivan Dodig É. Roger-Vasselin | Antoine Hoang | 6-4, 6-3 | Parcours |

## Palmarès sur le circuit secondaire (Challenger)

### Titres en simple
| #  | Date       | Nom et lieu du tournoi                      | Surface             | Adversaire            | Score           |
| -- | ---------- | ------------------------------------------- | ------------------- | --------------------- | --------------- |
| 1  | 08-02-2021 | PotchOpen I, Potchefstroom                  | Dur                 | Liam Broady           | 7-5, 6-4        |
| 2  | 26-04-2021 | Prosperita Open, Ostrava                    | Terre battue        | Renzo Olivo           | 6-4, 6-4        |
| 3  | 26-07-2021 | Open Castilla y León, Ségovie               | Dur                 | Tim van Rijthoven     | 7-610, 3-6, 6-4 |
| 4  | 30-08-2021 | Saint-Tropez Open, Saint-Tropez             | Dur                 | Christopher O'Connell | 610-7, 6-1, ab. |
| 5  | 06-09-2021 | Cassis Open Provence, Cassis                | Dur                 | Lucas Pouille         | 7-64, 6-4       |
| 6  | 13-09-2021 | Open de Rennes, Rennes                      | Dur (int.)          | Mats Moraing          | 7-63, 7-63      |
| 7  | 07-02-2022 | Challenger La Manche, Cherbourg             | Dur (int.)          | Constant Lestienne    | 6-4, 2-6, 6-4   |
| 8  | 02-05-2022 | Open du pays d'Aix, Aix-en-Provence         | Terre battue (ext.) | Grégoire Barrère      | 6-2, 6-4        |
| 9  | 14-07-2024 | Winnipeg National Bank Challenger, Winnipeg | Dur                 | Sho Shimabukuro       | 5-7, 6-1, 6-4   |
| 10 | 07-10-2024 | Challenger de Roanne, Roanne                | Dur (int.)          | Matteo Martineau      | 7-5, 6-1        |
| 11 | 14-10-2024 | Challenger de Saint-Brieuc, Saint-Brieuc    | Dur (int.)          | Lucas Pouille         | 6-2, 6-3        |

### Finales en simple
| # | Date       | Nom et lieu du tournoi                     | Surface    | Adversaire         | Score           |
| - | ---------- | ------------------------------------------ | ---------- | ------------------ | --------------- |
| 1 | 12-03-2018 | Challenger Banque Nationale, Drummondville | Dur (int.) | Denis Kudla        | 6-0, 7-5        |
| 2 | 10-02-2020 | Bengaluru Tennis Open, Bangalore           | Dur        | James Duckworth    | 6-4, 6-4        |
| 3 | 18-01-2021 | Istanbul Indoor Challenger, Istanbul       | Dur (int.) | Arthur Rinderknech | 4-6, 7-61, 7-63 |
| 4 | 17-09-2023 | Open de Rennes, Rennes                     | Dur (int.) | Maxime Cressy      | 3-6, 0-2, ab.   |
| 5 | 29-10-2023 | Open Brest Crédit Agricole, Brest          | Dur (int.) | Pedro Martínez     | 6-7, 61-7       |
| 6 | 21-10-2024 | Open Brest Crédit Agricole, Brest          | Dur (int.) | Otto Virtanen      | 6-4, 4-6, 66-7  |

## Parcours dans les tournois duGrand Chelem

### En simple
| Année | Open d'Australie | Open d'Australie | Internationaux de France | Internationaux de France | Wimbledon       | Wimbledon         | US Open        | US Open           |
| ----- | ---------------- | ---------------- | ------------------------ | ------------------------ | --------------- | ----------------- | -------------- | ----------------- |
| 2017  | —                | —                | 2e tour (1/32)           | A. Ramos-Viñolas         | —               | —                 | Q1             | Raymond Sarmiento |
| 2018  | —                | —                | Q1                       | D. E. Galán              | 1er tour (1/64) | Lukáš Lacko       | —              | —                 |
|       |                  |                  |                          |                          |                 |                   |                |                   |
| 2020  | —                | —                | 2e tour (1/32)           | Jannik Sinner            | Annulé          | Annulé            | —              | —                 |
| 2021  | Q1               | Quentin Halys    | 1er tour (1/64)          | Facundo Bagnis           | 2e tour (1/32)  | Marin Čilić       | Q2             | A. Kovacevic      |
| 2022  | 2e tour (1/32)   | Karen Khachanov  | 1er tour (1/64)          | Frances Tiafoe           | 2e tour (1/32)  | Jenson Brooksby   | 2e tour (1/32) | Nick Kyrgios      |
| 2023  | 3e tour (1/16)   | Alex de Minaur   | —                        | —                        | 1er tour (1/64) | Harold Mayot      | 3e tour (1/16) | Dominic Stricker  |
| 2024  | 1er tour (1/64)  | Lorenzo Musetti  | Q2                       | Mikhail Kukushkin        | Q2              | Mikhail Kukushkin | Q2             | Antoine Escoffier |
| 2025  | 3e tour (1/16)   | Jiří Lehečka     | 1er tour (1/64)          | P.-H. Herbert            | 2e tour (1/32)  | Jordan Thompson   |                |                   |

N.B. : à droite du résultat se trouve le nom de l'ultime adversaire.

### En double messieurs
| Année | Open d'Australie                                                                    | Open d'Australie | Internationaux de France                                                              | Internationaux de France                                                            | Wimbledon                                                                         | Wimbledon | US Open | US Open |
| ----- | ----------------------------------------------------------------------------------- | ---------------- | ------------------------------------------------------------------------------------- | ----------------------------------------------------------------------------------- | --------------------------------------------------------------------------------- | --------- | ------- | ------- |
| 2018  | —                                                                                   | —                | 2e tour (1/16) G. Jacq \|\| style="text-align:left;" \| R. Bopanna Roger-Vasselin     | —                                                                                   | —                                                                                 | —         | —       |         |
| 2019  | —                                                                                   | —                | 2e tour (1/16) A. Hoang \|\| style="text-align:left;" \| R. Bopanna Marius Copil      | —                                                                                   | —                                                                                 | —         | —       |         |
| 2020  | —                                                                                   | —                | 1/8 de finale A. Hoang \|\| style="text-align:left;" \| Kevin Krawietz Andreas Mies   | Annulé                                                                              | Annulé                                                                            | —         | —       |         |
| 2021  | —                                                                                   | —                | 1er tour (1/32) A. Hoang \|\| style="text-align:left;" \| John Peers Michael Venus    | —                                                                                   | —                                                                                 | —         | —       |         |
| 2022  | —                                                                                   | —                | 2e tour (1/16) A. Rinderknech \|\| style="text-align:left;" \| Tim Pütz Michael Venus | 1er tour (1/32) A. Rinderknech \|\| style="text-align:left;" \| J. Murray B. Soares | 1er tour (1/32) A. Rinderknech \|\| style="text-align:left;" \| F. López J. Munar |           |         |         |
| 2023  | 1/4 de finale A. Rinderknech \|\| style="text-align:left;" \| Hugo Nys J. Zieliński | —                | —                                                                                     | —                                                                                   | —                                                                                 | —         | —       |         |

N.B. : le nom du partenaire se trouve sous le résultat ; les noms des ultimes adversaires se trouvent à droite.

## Parcours dans lesMasters 1000
| Année | Indian Wells         | Miami                | Monte-Carlo          | Madrid           | Rome | Canada             | Cincinnati             | Shanghai | Paris                 |
| ----- | -------------------- | -------------------- | -------------------- | ---------------- | ---- | ------------------ | ---------------------- | -------- | --------------------- |
| 2020  | n.o.                 | n.o.                 | n.o.                 | n.o.             | —    | n.o.               | —                      | n.o.     | 2e tour A. Davidovich |
|       |                      |                      |                      |                  |      |                    |                        |          |                       |
| 2022  | 3e tour J. Sinner    | 1er tour T. Paul     | 1er tour D. Evans    | —                | —    | 1er tour F. Tiafoe | 1er tour J. Isner      | n.o.     | —                     |
| 2023  | —                    | —                    | 2e tour S. Tsitsipás | —                | —    | —                  | —                      | —        | 1er tour D. Lajović   |
|       |                      |                      |                      |                  |      |                    |                        |          |                       |
| 2025  | 1er tour J. Brooksby | 1er tour J. Fearnley | —                    | 3e tour T. Fritz | —    | 1er tour A. Walton | 1/8 de finale F. Auger |          |                       |

N.B. : sous le résultat se trouve le nom de l’ultime adversaire.

## Victoires sur le top 10
Toutes ses victoires sur des joueurs classés dans le top 10 de l'ATP lors de la rencontre.
| Légende             |
| Grand Chelem        |
| Masters 1000        |
| ATP 500             |
| ATP 250             |
| Coupe Davis ATP Cup |

| # | B.B.   | Tournoi    | Année | Surface    | Adversaire      | Rang  | Tour | Score                |
| - | ------ | ---------- | ----- | ---------- | --------------- | ----- | ---- | -------------------- |
| 1 | no 124 | Metz       | 2024  | Dur (int.) | Casper Ruud     | no 7  | 1/8  | 6-4, 6-4             |
| 2 | no 64  | Wimbledon  | 2025  | Gazon      | Daniil Medvedev | no 9  | 1/64 | 7-62, 3-6, 7-63, 6-2 |
| 3 | no 63  | Cincinnati | 2025  | Dur        | Lorenzo Musetti | no 10 | 1/32 | 5-7, 6-4, 7-64       |

## Classements ATP en fin de saison
| Année          | 2014 | 2015 | 2016 | 2017 | 2018 | 2019 | 2020 | 2021 | 2022 | 2023 | 2024 |
| Rang en simple | 1066 | 505  | 364  | 190  | 305  | 360  | 165  | 63   | 60   | 73   | 75   |
| Rang en double | 1159 | 388  | 270  | 251  | 275  | 158  | 162  | 137  | 193  | 189  | 277  |

Source : (en) Classements de Benjamin Bonzi sur le site officiel de la Fédération internationale de tennis

## Vie privée
Il est en couple avec Maxine Eouzan, championne de gymnastique et de plongeon connue pour avoir gagné Koh-Lanta : Les Armes secrètes.